# 小花苣苔属
小花苣苔属（学名：Chiritopsis）是苦苣苔科下的一个属。该属共有3种，分布于中国广西和广东。